# Moggridgea quercina
Espèce
Synonymes
- Caedmon congener O. Pickard-Cambridge, 1904
- Caedmon dubia O. Pickard-Cambridge, 1904
- Caedmon thoracica O. Pickard-Cambridge, 1904

Moggridgea quercina est une espèce d'araignées mygalomorphes de la famille des Migidae.

## Distribution
Cette espèce est endémique du Cap-Occidental en Afrique du Sud,.

## Description
Les femelles mesurent de 8,00 à 13,33 mm et les mâles de 6,90 à 7,33 mm.

## Publication originale
- Simon, 1903 : Descriptions d'arachnides nouveaux. Annales de la Société entomologique de Belgique, vol. 47, p. 21-39 (texte intégral).